# Avedis Zildjian Company

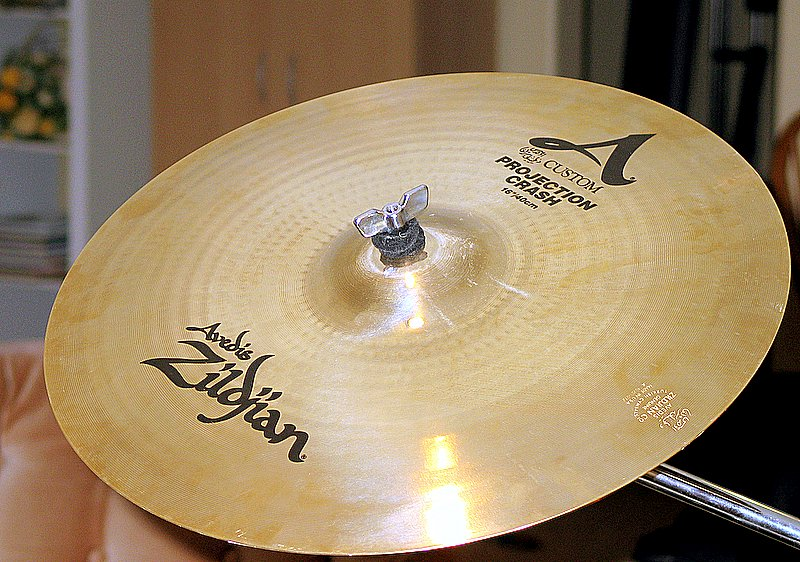
Talerz A Custom 16 - Projection Crash

Avedis Zildjian Company – jedno z najbardziej cenionych na świecie przedsiębiorstw zajmujących się produkcją talerzy perkusyjnych. Firma powstała w 1623 w Konstantynopolu. Założona została przez Ormianina Avedisa Zildjiana. Na początku XX wieku z powodu mordów dokonywanych na ludności ormiańskiej w Imperium Osmańskim firma Zildjian została przeniesiona do Stanów Zjednoczonych. W 1929 została zarejestrowana w Norwell w stanie Massachusetts, gdzie działa do dzisiaj.